# Ana Elena Mallet
Ana Elena Mallet (Ciudad de México, México, 19 de julio de 1971) es una curadora mexicana especializada en el diseño moderno y contemporáneo; actualmente es maestra distinguida del Tecnológico de Monterrey en la escuela de Arquitectura y Diseño.
Ha sido parte del consejo consutivo del MUCA Roma/UNAM (Museo Universitario de Ciencias y Artes) y Casa del Lago, así como miembro del comité de adquisiciónes del Museo Universitario Arte Contemporáneo (MUAC/UNAM). También es asesora de arte contemporáneo para el Centro Cultural Universitario de la Universidad de Guadalajara.

## Estudios
Estudió una licenciatura en Literatura latinoamericana en la Universidad Iberoamericana, posteriormente realizó la maestría en Historia del Arte en la Facultad de Filosofía y Letras de la UNAM.

## Carrera  profesional
Trabajó como curadora en el Museo Soumaya de 1996-1999, posteriormente en el Museo de Arte Carrillo Gil, de 1999 al 2001. Dirigió la primera exposición en México dedicada a la moda contemporánea llamada Boutique en el Museo de Arte Carrillo Gil. Ese mismo año colaboró con Hervé Di Rosa de Francia para la curatoría de la exposición ¡México, México! en el Musée International des Arts Modestes en Sète, Francia. Del 2001 al 2002 fue la subdirectora de programación del Museo Rufino Tamayo. Al salir del Tamayo empezó a trabajar como curadora independiente.
Del 2007 al 2012 participó en la coordinación de la página web www.mexartdb.com, donde se recaudó información sobre la historia del arte contemporáneo de México de los últimos 20 años para el Patronato de Arte Contemporáneo (PAC).
A partir de 2009 a la actualidad es la responsable de organizar el Corredor Cultural Roma Condesa que tiene dos ediciones anuales, y cuenta con 19 ediciones.
En el 2010 comenzó a trabajar como jefa de conservación del Museo del Objeto del Objeto (MODO) por un año.

## Curaduría
- Curó la exposición Solo los personajes cambian (Museo de Arte Contemporáneo de Monterrey, MARCO, 2004) y Farsites. Crisis urbanas y síntomas domésticos en el arte contemporáneo, que se presentó en el San Diego Museum of Art y en el Centro Cultural Tijuana (CECUT) en el marco del proyecto binacional Insite 2005.[1]
- En el Museo Franz Mayer ha curado las siguientes exposiciones: De cambios e intercambios. Import/Export diseño británico y mexicano contemporáneo;  Inventando un México Moderno: el diseño de Clara Porset en 2006; Thonet: Vanguardias de diseño, 1830-2008 (2008), Barbie: 50 años de historia, moda y diseño (2009); Huellas de la Bauhaus: Van Beuren, México (2010).[5] Más adelante en el mismo año, curó la exposición Rethinking Tradition. Contemporary Design from Mexico que se presentó en el Instituto Cultural de México en la ciudad de Washington y para ese mismo espacio Silver on Silver. William Spratling and American in Taxco (2015). [5]
- Fue la directora de la curación del proyecto Destination: Mexico del 2010 al 2012, el cual consistió en reunir el trabajo de 60 diseñadores mexicanos y distribuir sus trabajos en las tiendas del Museo de Arte Moderno (MoMA) de Nueva York y en Tokio.[2]
- [6] En el 2014 se presentó la exposición Diálogo con el espejo. Es la belleza, ¿una obligación? en el MODO, donde se explora el tema de la belleza a través de diversos objetos relacionados con la creación de la belleza en diferentes contextos.[7] El siguiente año cocuró la exhibición Moderno: Design for living in Brazil, Mexico and Venezuela, 1940-1978 para la galería de la Sociedad Americana en Nueva York.[2]
- Fue miembro del comité curatorial de la exposición New Territories. Laboratories for Design, Craft and Art in Latin America que se presentó en el Museum of Arts and Design (MAD) de Nueva York  de noviembre de 2014 a marzo de 2015.[5]
- Curó la exposición Los días del terremoto que se instaló de septiembre de 2015 a enero de 2016 en el Museo del Estanquillo Colecciones Carlos Monsiváis en conmemoración del 30 aniversario del sismo que sacudió a Ciudad de México el 19 de septiembre de 1985.[8]
- Cocuró junto con Juan Rafael Coronel la muestra El arte de la indumentaria y la moda en México, 1940-2015, que se presentó en el Palacio de Iturbide entre mayo y agosto de 2016 y representó 75 años de la historia de la moda en México, con más de 400 piezas de alrededor de 100 colecciones particulares y públicas, acervos de diseñadores y casas de moda nacionales e internacionales.[9]
- Cocuró la exposición U.S.-Mexico Border: Place, Imagination, and Possibility, una exposición sobre diseño y frontera que estuvo en exhibición desde el 10 de septiembre de 2017 al 7 de enero de 2018 en el Craft and Folk Art Museum (CAFAM) de Los Ángeles.[10]
- Fue asesora curatorial para la exposición sobre diseño y arquitectura “Found in Translation: Design in California and Mexico, 1915–1985” (Encontrado en la traducción: Diseño en California y México, 1915-1985) en el Museo de Arte del Condado de Los Ángeles (LACMA), que pone la mira en la influencia entre Los Ángeles y Latinoamérica, presentada de septiembre a abril de 2018.[11]

## Publicaciones
Ha publicado libros tanto en solitario como en coautoría de temática de diseño mexicano y su historia, y ha participado con artículos en revistas especializadas y colaboraciones en diversas publicaciones.
- Coautora junto a Óscar Salinas y Alejandro Hernández Gálvez de El diseño de Clara Porset / Clara's Porset Design, Inventando un México, editorial Turner, 2006.[12]
- En 2014 publicó el libro La Bauhaus y el México moderno. El diseño de Van Beuren. Editorial Arquine/Conaculta.[5]
- En 2017 publicó Silla mexicana, de editorial Arquine.[13]
- Ha sido colaboradora en diversas publicaciones como Chilango, Harper’s Bazaar en español, Open, Luna Córnea, Art Nexus, Código 06140, DF por Travesías,  y La Tempestad, entre otras.[5]

## Reconocimientos
En 2012 recibió el galardón Mujer en Ascenso en la entrega del Premio Montblanc.